# Gilles Tremblay

Gilles Tremblay (6 de septiembre de 1932-27 de julio de 2017) fue un compositor canadiense originario de Quebec.

## Primeros años y educación
Tremblay estudió en los conservatorios de Quebec, en Montreal y París (1954-1961), donde fue alumno de destacados maestros como Olivier Messiaen (análisis), Andrée Vaurabourg-Honegger (contrapunto), Yvonne Loriod (piano) y Maurice Martenot (inventor de las ondas Martenot). También asistió a los cursos de verano impartidos por Stockhausen en Darmstadt, donde desarrolló su interés por las técnicas electroacústicas.

## Carrera
Tremblay regresó a Quebec en 1961, donde comenzó a enseñar análisis musical en el Centre d'arts Orford y en el Conservatoire de musique du Québec en la ciudad de Quebec.  A partir de 1962, y durante muchos años, impartió clases de composición en el Conservatoire de musique du Québec en Montreal. Entre sus alumnos se encuentran Serge Arcuri, Raynald Arseneault, Yves Daoust, François Dompierre, Marc Hyland, Ramon Lazkano, Robin Minard, Éric Morin, Silvio Palmieri, Micheline Coulombe Saint-Marcoux, Isabelle Panneton, André Villeneuve, Claude Vivier y Wolf Edwards. 
Al principio de su carrera actuó como especialista en las ondas Martenot.
En 1991, fue nombrado Oficial de la Orden Nacional de Quebec.
Tremblay falleció el 4 de agosto de 2017 en Côte-des-Neiges – Notre-Dame-de-Grâce. 

## Selección de composiciones
- Móvil, para violín y piano (1962)
- Champs I, para piano y 2 percusionistas (1965)
- Cantique de durées, para siete grupos de instrumentos (1960)
- Sonorisation du Pavillon du Québec, música electrónica de 24 canales (1967)
- Souffles (Champs II), para 2 flautas, oboe, clarinete, trompa, 2 trompetas, 2 trombones, piano, 2 percusionistas y contrabajo (1968)
- Vers (Champs III), para 2 flautas, clarinete, trompeta, trompa, 3 percusionistas, 3 violines y contrabajo (1969)
- Juegos de solsticios, para orquesta (1974)
- Oralléluiants, para soprano, clarinete bajo, trompa, 2 percusionistas y 3 contrabajos (1975)
- Fleuves, para piano, percusión y orquesta (1976)
- Vers le soleil, para orquesta (1978)
- Le Signe du lion, para trompa y tam-tam (1981)
- Triojubilus "À Raphaël", para flauta, arpa y cencerros (1985)
- Les Vêpres de la Vierge, para soprano y orquesta (1986)
- Musique du feu, para piano y orquesta (1991)
- L'arbre de Borobudur, para trompa, 2 arpas, contrabajo, ondas Martenot, 2 percusionistas y conjunto de gamelán (1994)
- L'espace du coeur (Miron-Machaut), para voces mixtas y percusión (1997)
- Les pierres crieront, para violonchelo y gran orquesta (1998)
- ¿A qué hora comienza el tiempo? , para barítono, percusión, piano y orquesta (1999)
- L'appel de Kondiaronk: symphonie portuaire, obra ambiental para sirenas de batalla y 2 locomotoras (2000)
- Cuarteto de cuerdas Croissant (2001)
- En partage (Concierto), para viola y orquesta (2002)
- L'eau qui danse, la pomme qui chante et l'oiseau qui dit la vérité, Opéra féerie basada en "El agua danzante, la manzana cantante y el pájaro parlante" (2009)

## Escritos
- 1968. "Nota para Cantique de durées ". Revista de estética 21, núms. 2–4 ("Musiques nouvelles"): 51–58.